# Grimselwelt

Logo

Die Grimselwelt ist ein Engagement im Tourismusbereich der Kraftwerke Oberhasli AG (KWO). Kraftwerke und ehemaligen Werkbahnen der KWO, die für den Tourismus geöffnet wurden, sowie Brücken, Wanderwege, Restaurants und Hotels werden von der KWO unter dem Label Grimselwelt vermarktet.
Im Jahr 2010 erhielt die Grimselwelt den wichtigsten Schweizer Tourismuspreis, den Milestone. Sie wurde mit dem ersten Rang in der Hauptkategorie „Herausragendes Projekt“ ausgezeichnet.
Die Grimselwelt liegt im Kanton Bern, an den Alpenpässen Susten und Grimsel.

## Kraftwerke

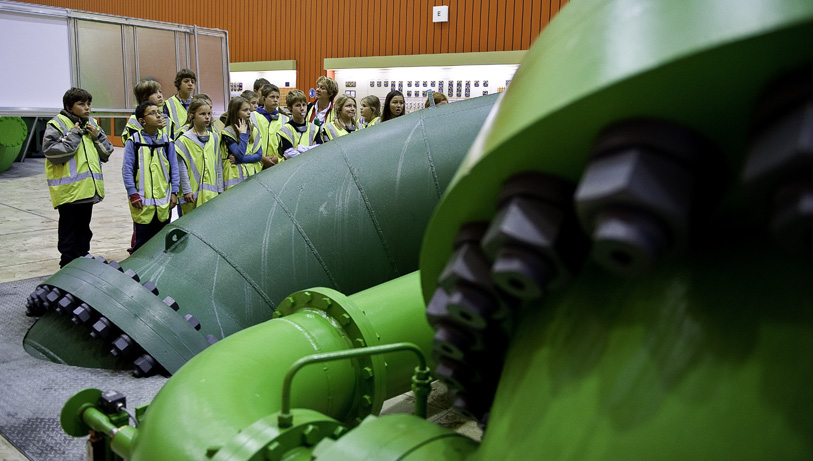
Kraftwerk Grimsel 2

Die Kraftwerke Grimsel 1 und 2, Handeck 1 bis 3 sowie Innertkirchen 1 stehen den Besuchern im Sommer wie Winter offen. Dabei können die Unterwelt aus Tunnels, Schächten, Maschinensälen, Turbinen und Generatoren sowie das Innenleben einer Staumauer besichtigt werden.

## Kristallkluft Gerstenegg

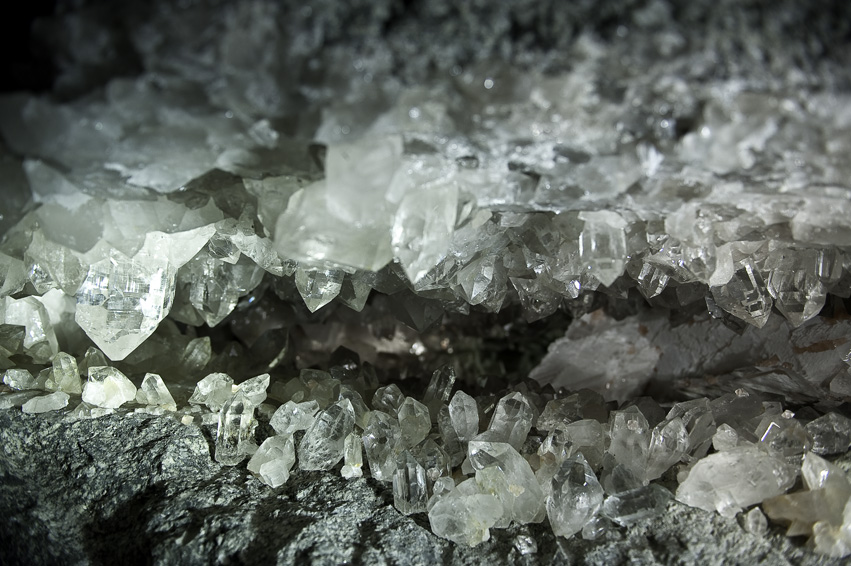
Kristallkluft Gerstenegg

Am 4. Oktober 1974 wurde bei Ausbrucharbeiten zum Zugangsstollen der Zentrale Grimsel II. die auf rund 16 Millionen Jahre alte geschätzte Kristallkluft im anstehenden Granit entdeckt. Bei der Auffahrung wurden auch Kristalle zerstört. Die Arbeitsgruppe unter Hans Anton Stalder (1925–2011), war sich einig, dass die ganze Mineralfundstelle erhalten bleiben sollte. Die Fundstelle wurde bewacht und wieder zugemauert. Erst nach der Fertigstellung des Kraftwerks wurde die Kristallkluft erschlossen. Heute kann sie im Zusammenhang mit einer Kraftwerksbesichtigung angeschaut werden. Bei den Kristallen handelt es sich um zwölf verschiedene Kristallarten, darunter Quarz, Rosenfluorit und Rosenquarz. Die Kristalle sind bis zu 20 Zentimeter lang. Sie ist die grösste bisher bekannte Kluft dieser Zusammensetzung.

## Bahnen

### Gelmerbahn
Die Gelmerbahn (ehemalige Werkbahn) ist, nach der Standseilbahn Schwyz–Stoos (110 %), mit 106 % Steigung die steilste Standseilbahn Europas. Sie liegt an der Handeck (Grimselpassstrasse, oberhalb Guttannen) und führt hinauf zum Gelmersee. Die Bergstation ist Ausgangspunkt für Wanderungen und Bergtouren.
- Baujahr: 1926
- Inbetriebnahme: 2001
- öffentlicher Betrieb: seit 2001
- Art der Bahn: Standseilbahn
- Höhe Talstation: 1412 m ü. M.
- Höhe Bergstation: 1860 m ü. M.
- Max. Steigung: 106 %
- Länge der Bahn: 1028 m
- Fahrzeit: 10 Minuten
- Personenkapazitäten: 24 Personen
- Fahrgeschwindigkeit: 2 m/s
- Betriebszeiten: Juni–Oktober

### Triftbahn
Die Triftbahn (ehemalige Werkbahn) liegt an der Sustenpassstrasse und erschliesst mit der Fahrt über die Triftschlucht das gleichnamige Gletschertal. Die Bergstation ist Ausgangspunkt zu zahlreichen hochalpinen Ausflugszielen.
- Baujahr: 1952
- Konzession: 2005
- Art der Bahn: Seilbahn
- Höhe Talstation: 1020 m ü. M.
- Höhe Bergstation: 1357 m ü. M.
- Länge der Bahn: 2332 m
- Fahrzeit: 10 Minuten
- Kabinen: 2 Kabinen à 8 Personen
- Fahrgeschwindigkeit: 5 m/s
- Betriebszeiten: Juni–Oktober, 9–16 Uhr

### Tällibahn
Die Tällibahn (ehemalige Werkbahn) liegt an der Sustenpassstrasse und führt direkt an den Fuss der Gadmer-Felswände. An der Bergstation liegt der Start des Tälli Klettersteigs, der erste Klettersteig der Schweiz, und andere Wanderungen.
- Baujahr: 1957
- Konzession: 2006
- Art der Bahn: Seilbahn
- Höhe Talstation: 1149 m ü. M.
- Höhe Bergstation: 1720 m ü. M.
- Länge der Bahn: 1269 m
- Fahrzeit: 10 Minuten
- Kabinen: 2 Kabinen à 8 Personen
- Betriebszeiten: Juni–Oktober

### Meiringen-Innertkirchen-Bahn (MIB)
Die Meiringen-Innertkirchen-Bahn (MIB) ist fester Bestandteil des öffentlichen Verkehrssystems im Haslital. Mit ihrem dichten Fahrplan (Halbstundentakt) bietet sie die Verbindung zwischen Innertkirchen, Aareschlucht und Meiringen.
Die Haltestellen am West- und Osteingang der Aareschlucht bieten Besuchern die An- und Abreise zum Schluchtrundgang.
- Inbetriebnahme: 1926
- Art der Bahn: Elektrische Schmalspurbahn
- Distanz: 4,8 km
- Fahrzeit: 11 Minuten
- Fahrgeschwindigkeit: 75 km/h
- Anzahl Sitzplätze: 54

### Reichenbachfallbahn
Die Reichenbachfallbahn liegt in Meiringen und führt zu Aussichtsterrassen mit atemberaubenden Blick auf den Wasserfall und ins Haslital. Jeder Sherlock-Holmes-Fans weiss: Hier kam es zum legendären Kampf zwischen Sherlock Holmes und Professor Moriarty.
- Baujahr: 1899
- Umbauten: 1929, 1999
- Art der Bahn: Standseilbahn
- Länge der Bahn: 714 m
- Höhendifferenz: 244 m
- Fahrzeit: 10 Minuten
- Personenkapazitäten: zwei Wagen à 24 Personen
- Fahrgeschwindigkeit: 2 m/s
- Betriebszeiten: Mai–Oktober

### Sidelhornbahn
Die Siedelhornbahn liegt beim Hotel Grimsel Hospiz und führt an den Fuss des Sidelhorns. An der Bergstation liegt der Start der Bergtour zum Sidelhorn und zu anderen Wanderungen im Sidelhorn- und Oberaargebiet.

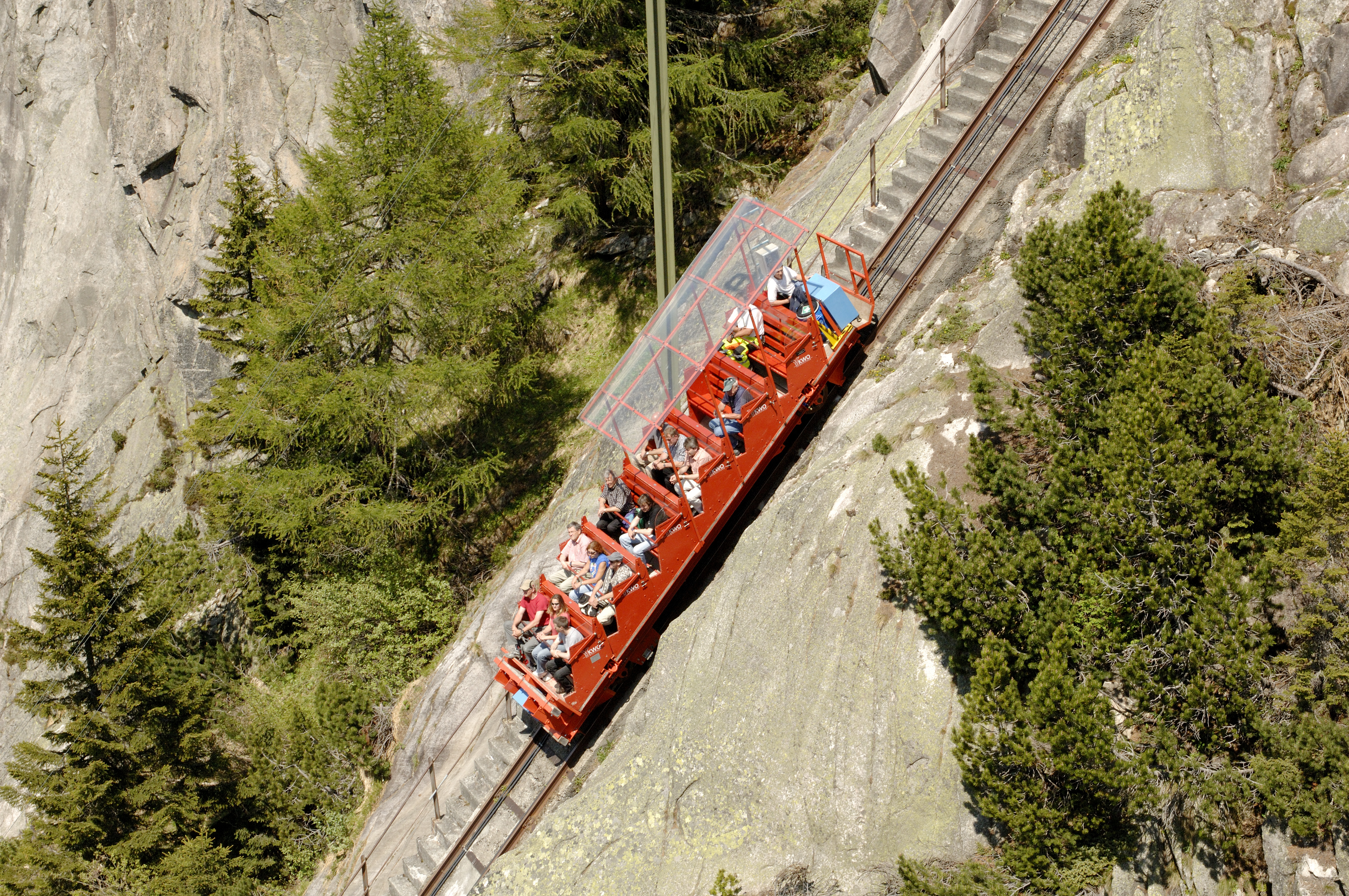
Gelmerbahn
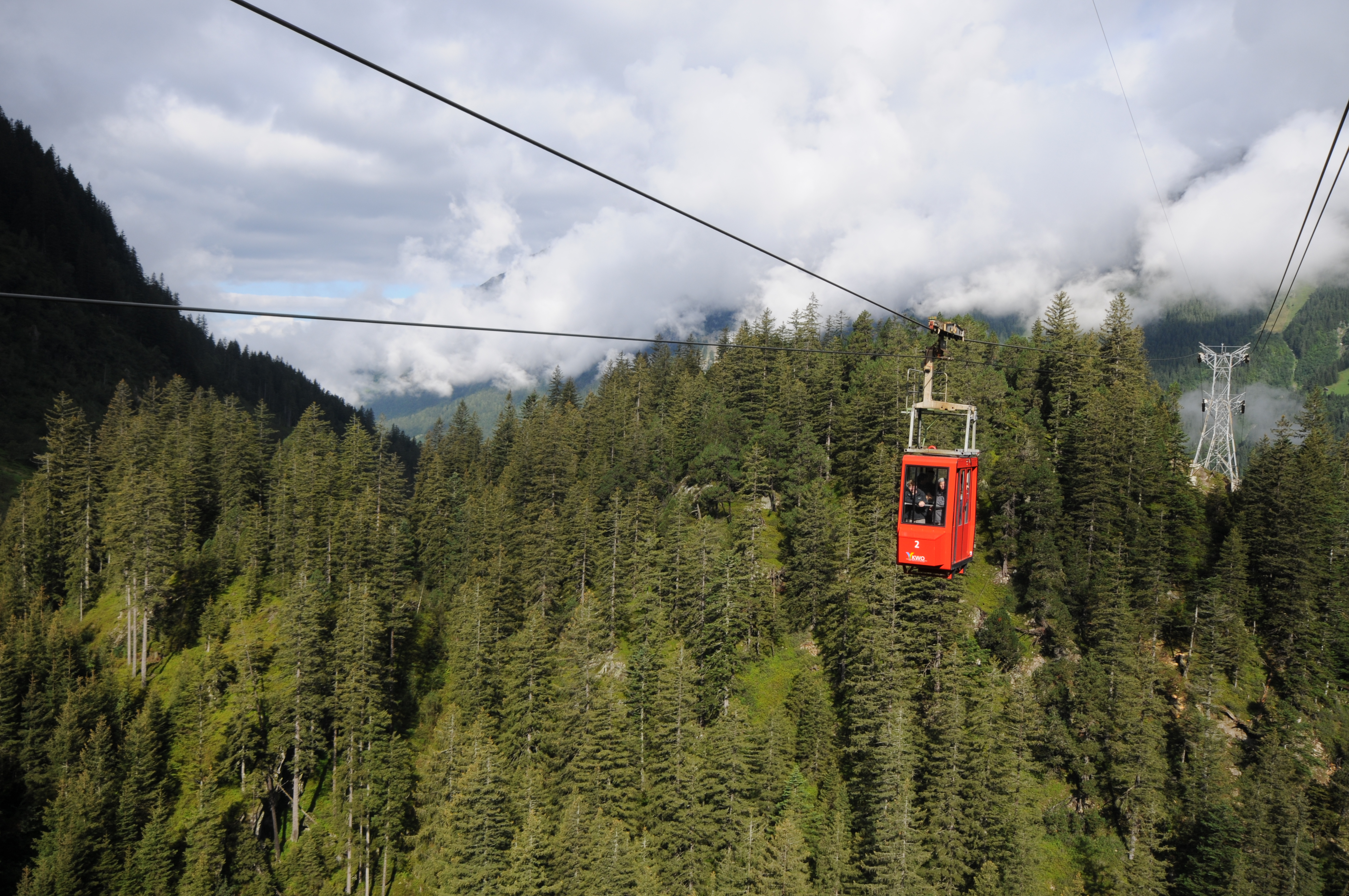
Triftbahn
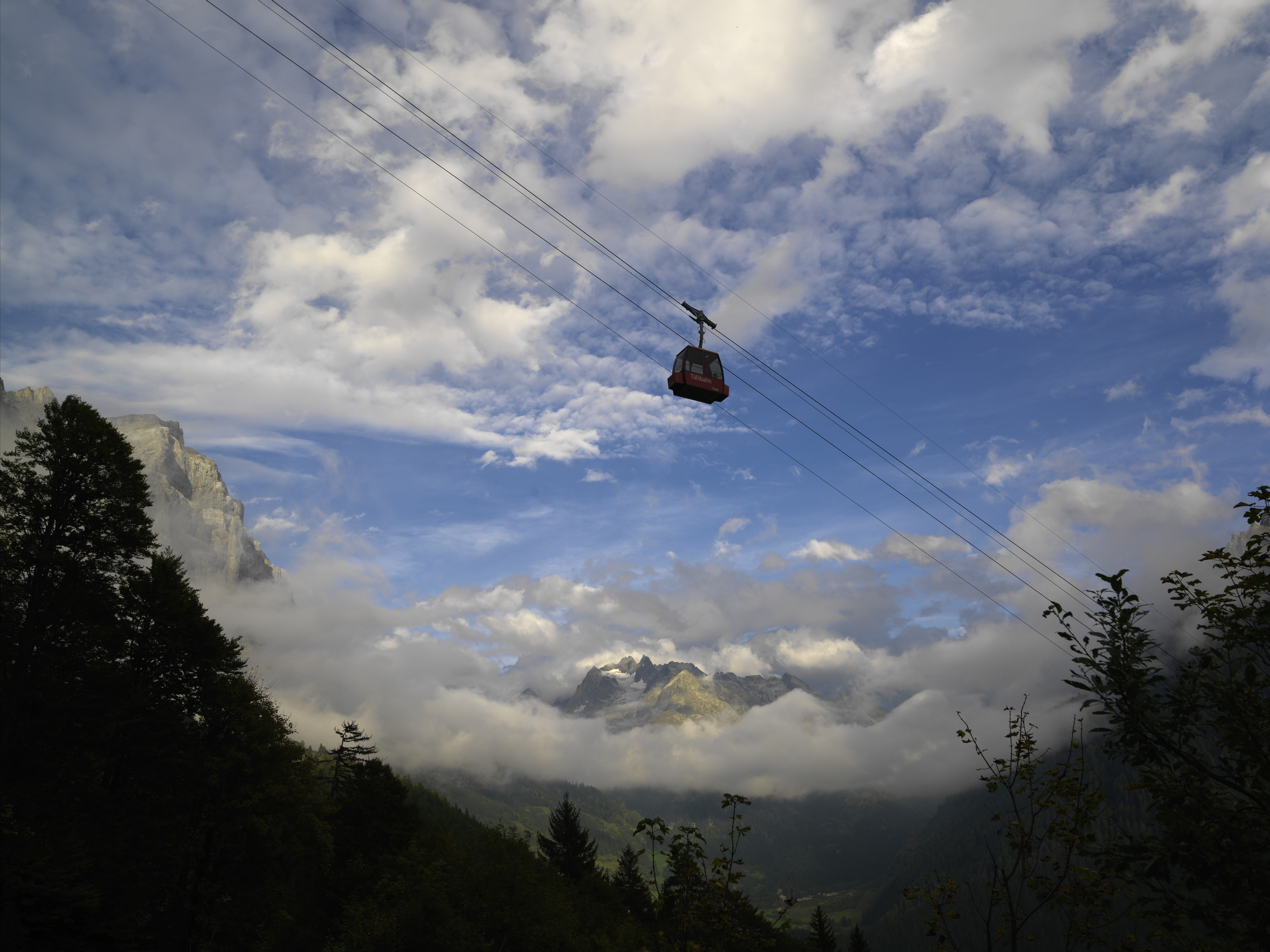
Tällibahn
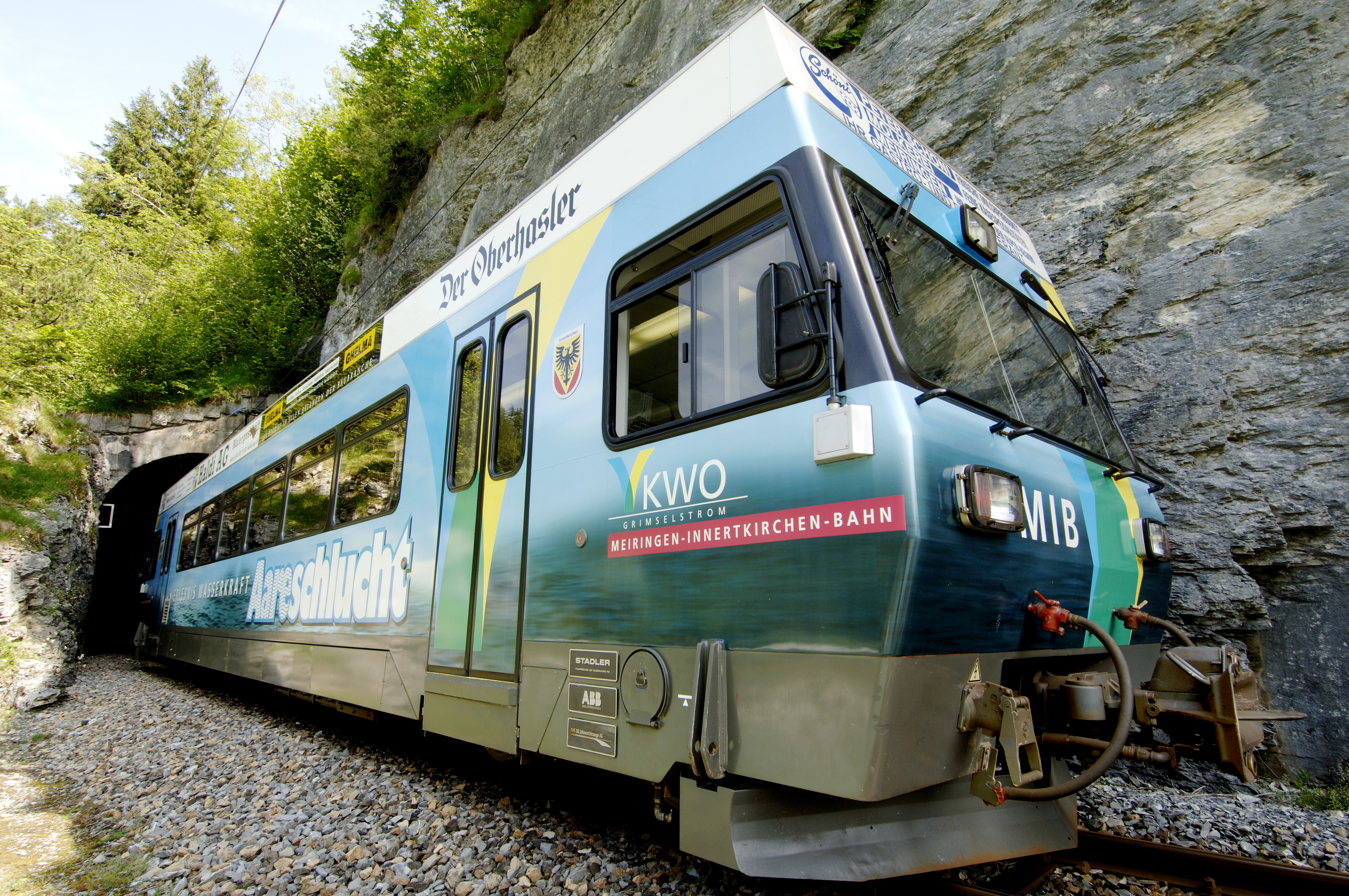
Meiringen-Innertkirchen-Bahn (MIB)

## Brücken

### Triftbrücke

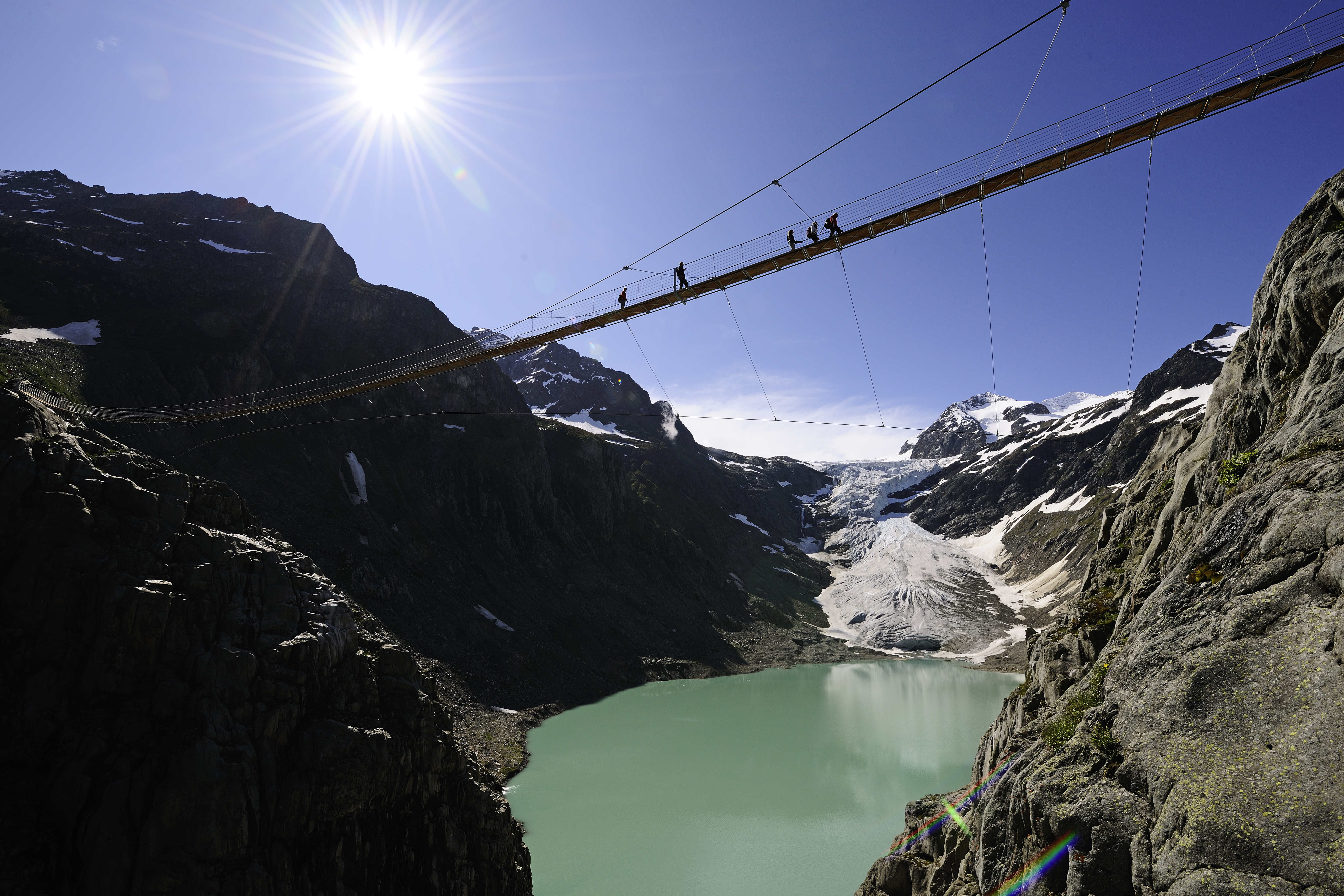
Triftbrücke

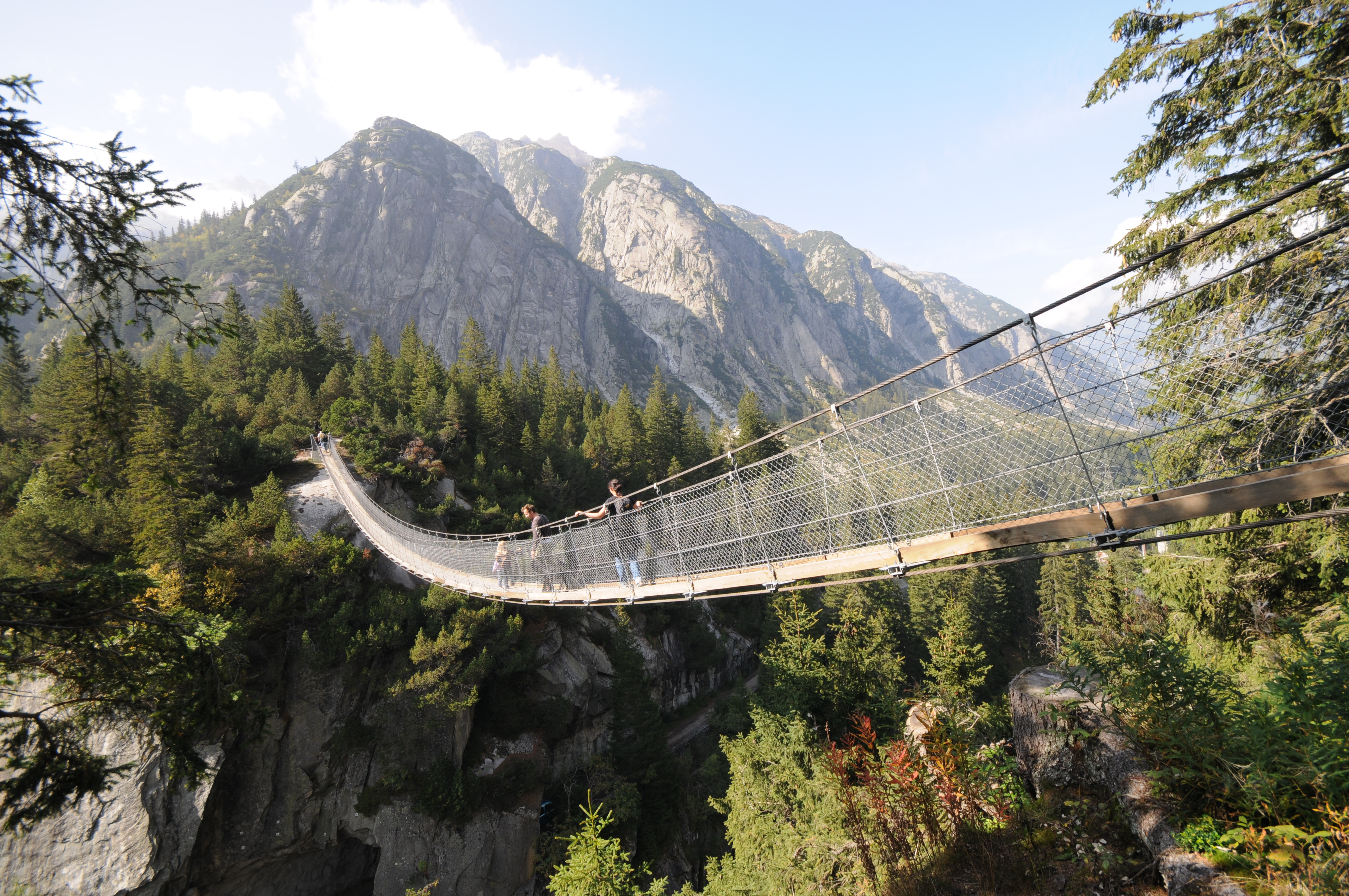
Handeckfallbrücke

Die Triftbrücke ist mit 170 Metern eine der spektakulärsten Hängeseilbrücken im Alpenraum. Von der Brücke aus sieht man den türkisblauen Gletschersee und die Zunge des Triftgletschers.

### Handeckfallbrücke
70 Meter über der Schlucht des Handeckfalls ermöglicht die Hängeseilbrücke einen Blick auf den Wasserfall. Bei der Talstation der Gelmerbahn gelegen, ist die Brücke die ideale Verbindung zum Hotel Handeck.

## Restaurants und Hotels
Nebst den vielen Erlebnisangeboten gehören zwei Hotels, zwei Restaurants, ein Berghaus sowie eine Ferien- und Alpinhütte zum Angebot der Kraftwerke Oberhasli AG.

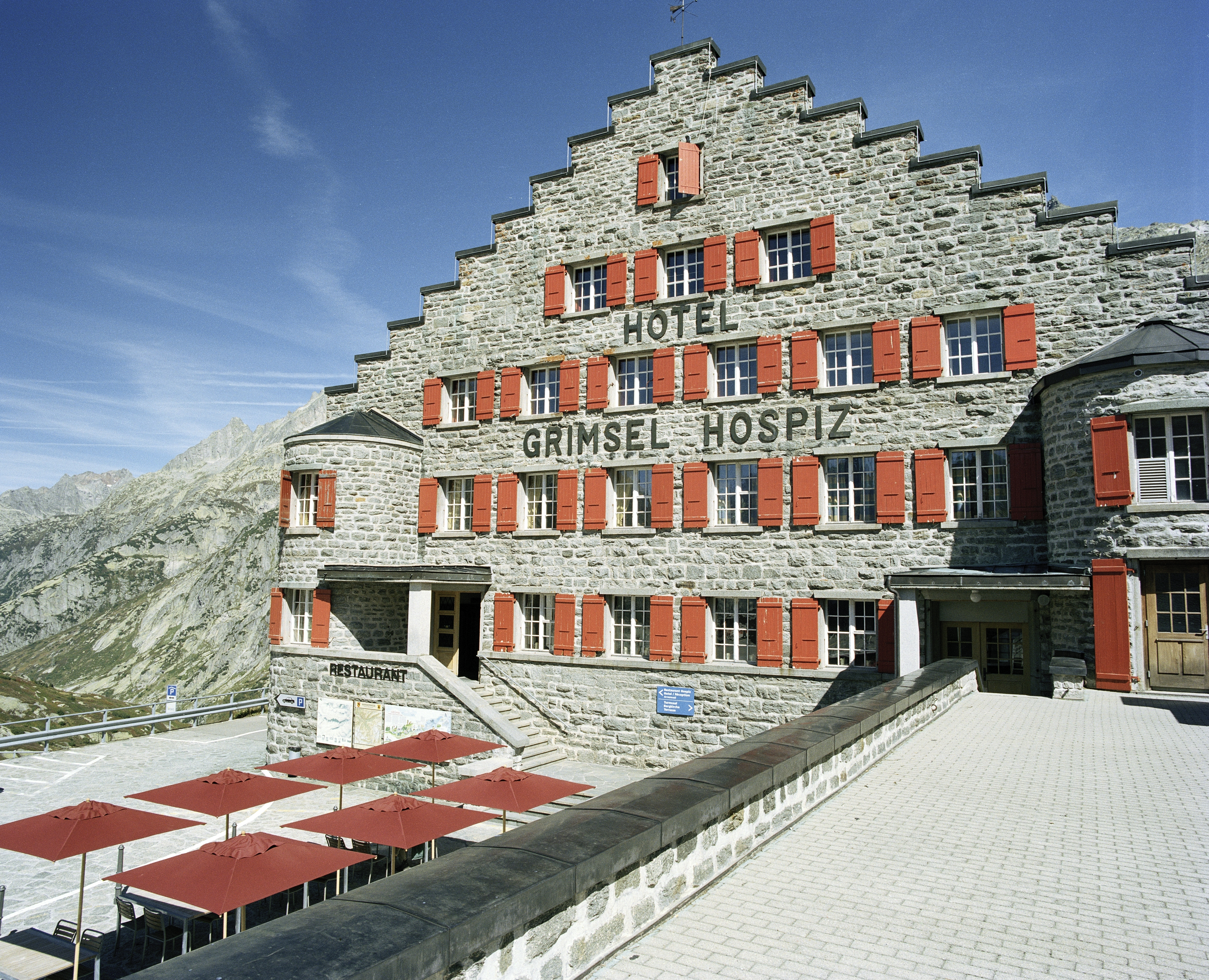
Historisches Alpinhotel Grimsel Hospiz
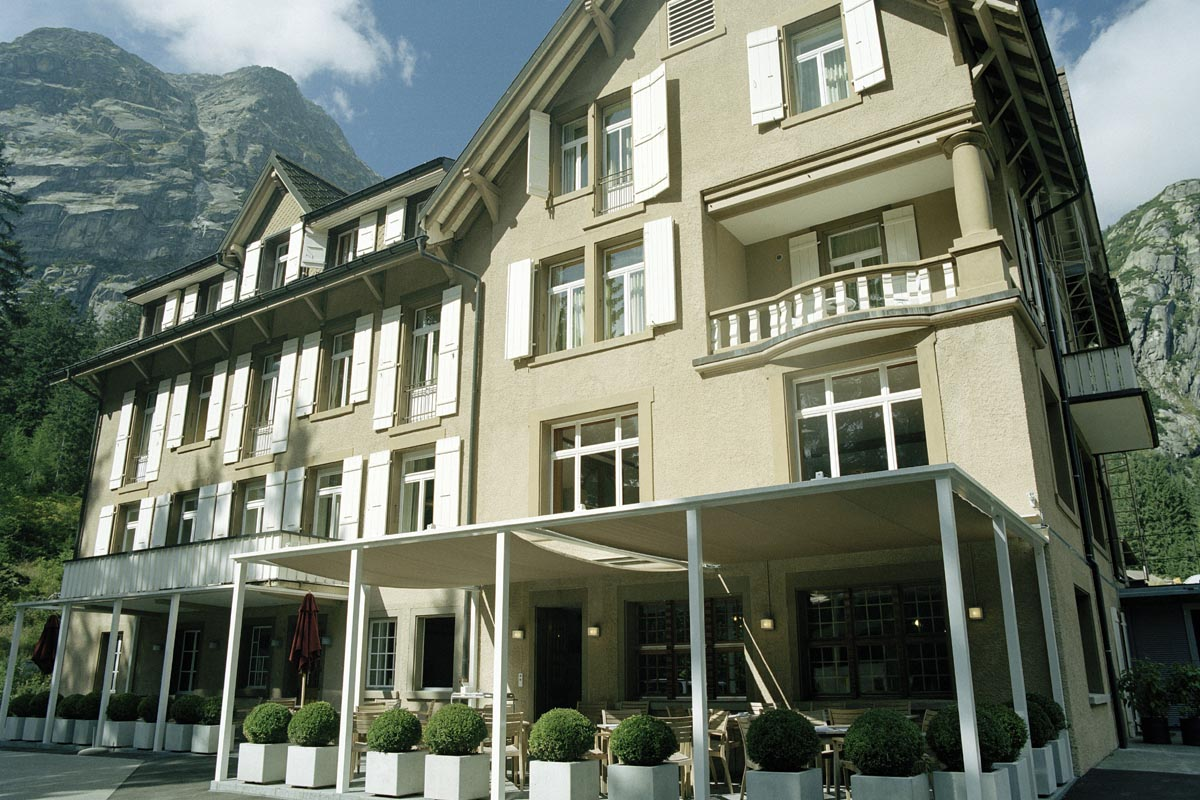
Hotel und Naturresort Handeck
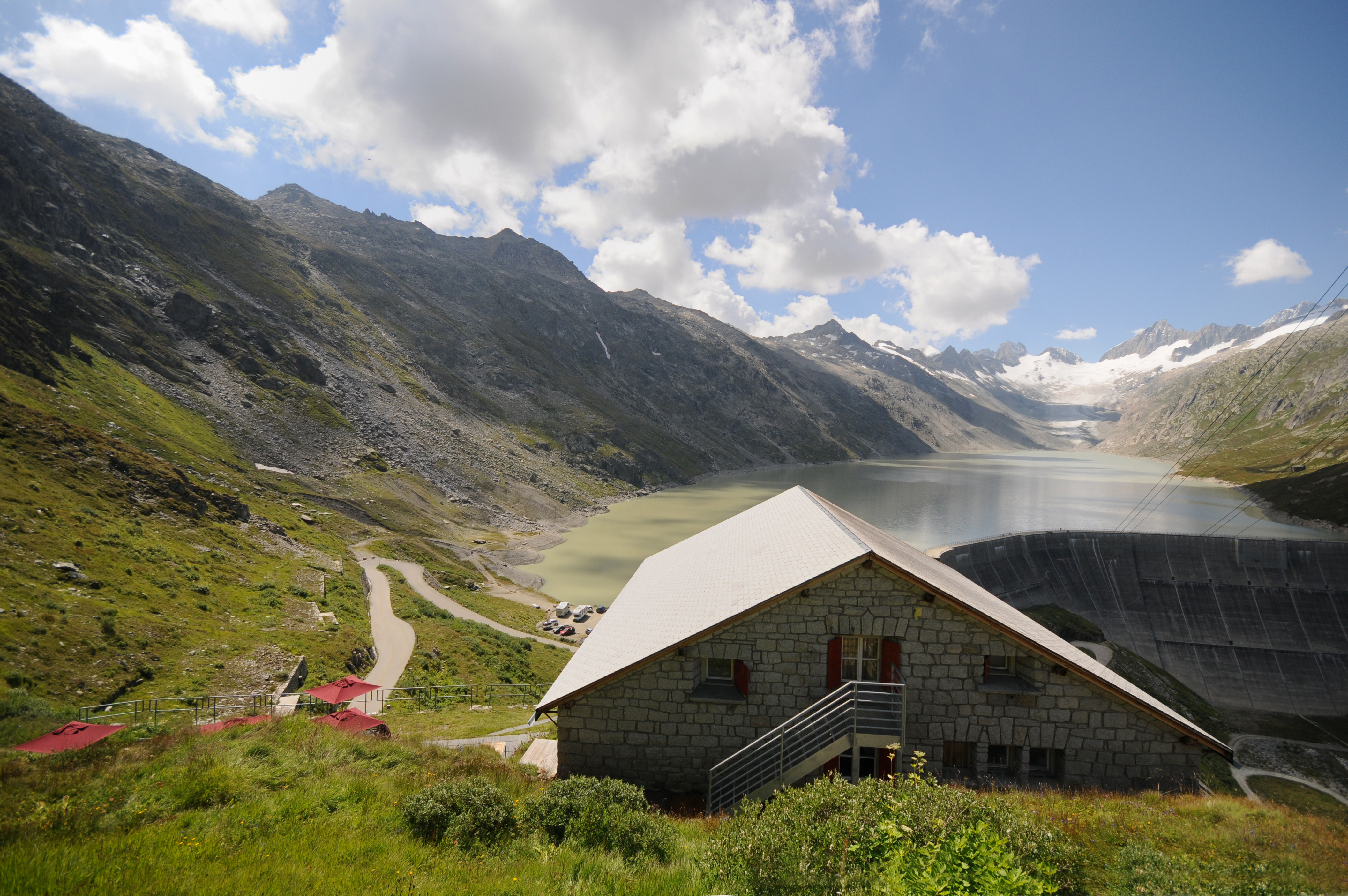
Restaurant und Berghaus Oberaar
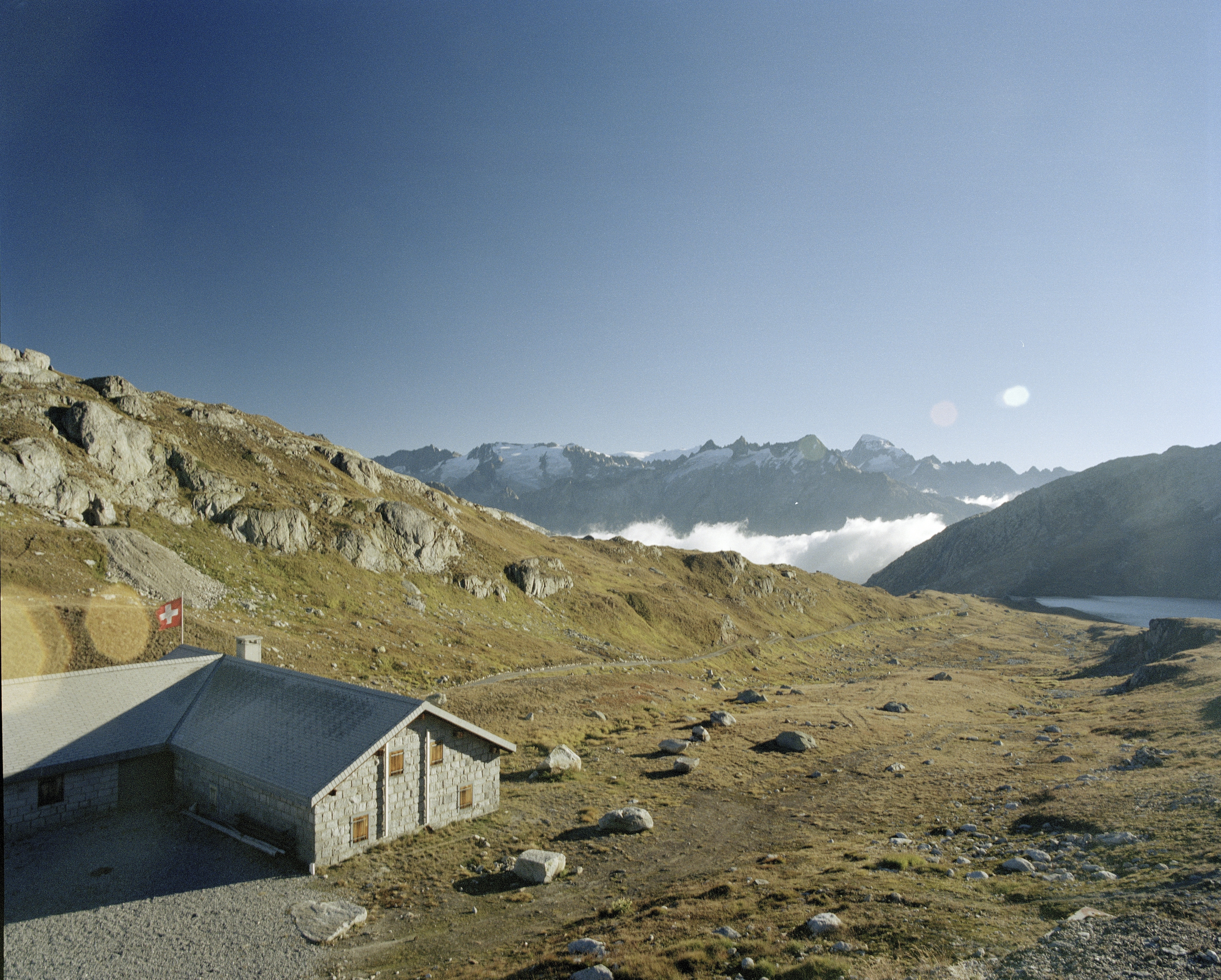
Alpinhütte Bäregg

## Besucherzentrum

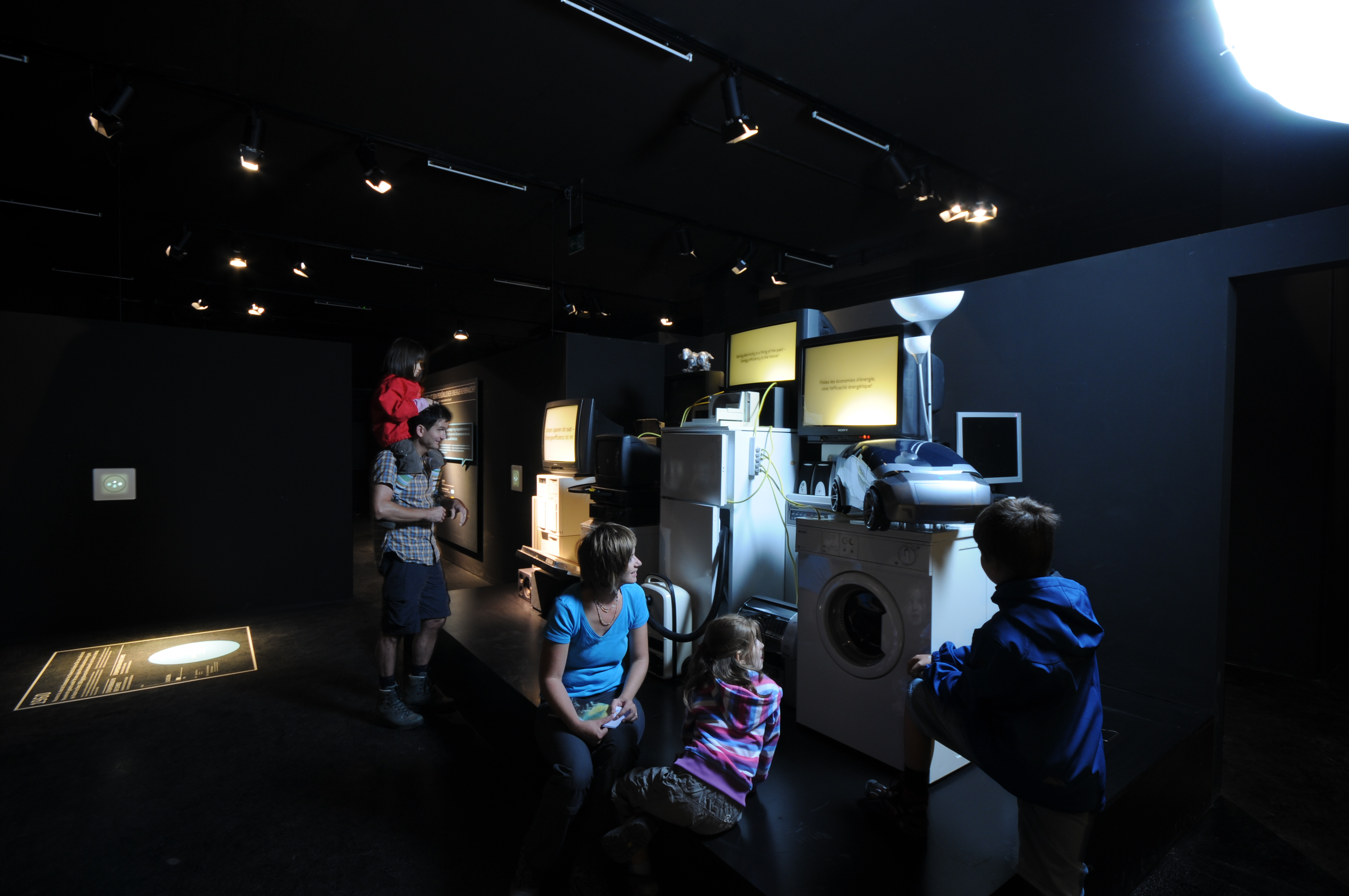
Besucherzentrum Grimsel Hospiz

Die Ausstellung „Stromzukunft – In Zukunft Strom!“ beim Historischen Alpinhotel Grimsel Hospiz zeigt Interessantes und Wissenswertes rund um die Stromproduktion aus Wasserkraft und wie die Energieressourcen in Zukunft effizienter eingesetzt werden können.